# ППС-43
7,62-мм пістолети-кулемети зразків 1942 і 1943 років системи Судаєва (ППС) — варіанти пістолета-кулемета, розробленого радянським конструктором Олексієм Судаєвим в 1942 році. Застосовувалися радянськими військами під час німецько-радянської війни.
Цей пістолет-кулемет було створено як дешевшу та компактнішу заміну для ППШ.

## Історія створення
У 1936 р. Судаєв Олексій Іванович вступає в Горьківський індустріальний інститут, а в 1938 р. паралельно навчається на третьому курсі артилерійської академії РСЧА ім. Ф. Е. Дзержинського на факультет озброєння.
У 1941 р. він закінчує своє навчання і захищає диплом на тему розробленого ним автоматичного пістолета. У цьому ж році в державну військову комісію Судаєв представив просту і надійну зенітну установку своєї конструкції. Однак у 1942 р. воєнна обстановка вимагає створення автоматичної стрілецької зброї для екіпажів танків, розвідників і десантників. Наявний на той момент ППШ-41 широко застосовувався в піхотних підрозділах, проте був дуже незручний для цих категорій військ. Великі розміри, значна вага, величезна скорострільність ППШ вимагала великого запасу патронів…
В 1942 оголошено конкурс на «модель пістолета-кулемета, який не поступається за характеристиками пістолету-кулемету конструкції Шпагіна». Всього таких конкурсів було два, і в них брали участь такі відомі вчені, як В. А. Дєгтярьов, Р. С. Шпагін, С. А. Коровін, Н. В. Рукавішніков, але обидва ці конкурси виграли моделі Олександра Івановича Судаєва. Однак, блокадне життя сильно підірвало його здоров'я, і смерть перервала життя і творчість винахідника у 1946 р.
Перші пістолети-кулемети Судаєва пройшли польові випробування в частинах Ленінградського фронту 6-13 червня 1942 року. За підсумками порівняльних випробувань в кінці 1942 року на озброєння РСЧА був прийнятий пістолет-кулемет Судаєва під найменуванням «Пістолет-кулемет системи Судаєва зр. 1942 р.». Його серійне виробництво було налагоджено на Сестрорецькому збройовому заводі. ППС практично повністю збирається із штампованих деталей, а витрата матеріалів на один ППС-43 втричі менша, ніж на одиницю ППШ-41. Пістолет-кулемет Судаєва при збереженні основних бойових якостей ППШ був значно легшим, більш маневреним і відчутно зручнішим у користуванні. Ще однією перевагою ППС є його порівняно невисокий темп стрільби, що становить 600 постр./хв. замість 1000 постр./хв у ППШ-41. Оптимальний темп стрільби дозволив не тільки скоротити зайву витрату патронів у бою, але й з набуттям навичок бійцем можливості вести прицільний вогонь одинокими пострілами без необхідності перемикання режимів стрільби.
Всього ППСів було цілих сім моделей. ППС-42 (модель 2) був прийнятий на озброєння 13 червня 1942 р. Після модифікації, яка усунула виявлені недоліки цієї моделі, в 1943 р. на озброєння був прийнятий новий зразок під назвою «Пістолет-кулемет системи Судаєва зр. 1943 р.», який мав дуже високі бойові якості і відрізнявся високою технологічністю. Той взірець, що називається в літературі ППС-43, спочатку позначався як «ППС-43 модель 2».

## Конструкція
ППС — пістолет-кулемет типової для цього класу зброї конструкції. Автоматика працює за рахунок відкоту масивного затвора під дією віддачі при пострілі. Ствол замикається вільним затвором під дією поворотної пружини, стиснутої при відкоті затвора. Стрільба ведеться з заднього шептала. Режим вогню — тільки автоматичний, режим одинокого вогню відсутній (можна робити одинокий постріл при короткому натисканні на спуск). Зворотно-бойова пружина надіта на напрямний стрижень, який вставляється в отвір з тильного боку затвора зліва вгорі. Гачок затвора розташований праворуч.
Відповідно до воєнного часу, виконаний досить грубо і загалом неестетично. Складається зі ствола, штампованої сталевої стволової коробки, з'єднаної з кожухом ствола клепкою і зварюванням, гачка управління вогнем і прикладу. Нижня частина кожуха шириною 20-13 мм відкрита на всю його довжину.
Для поліпшення купчастості стрільби в дульній частині ствола на кожусі розташоване дулове гальмо-компенсатор. Прицільне пристосування складається з мушки і прицілу з перекидним ціликом. Цілик має дві фіксовані позиції — 100 і 200 м, що позначаються числами 10 і 20. Ведення вогню в положенні «20» можливе до 300 м.
Запобіжник розташований у передній частині спускової скоби. При зсуві його назад він блокує спускову тягу і піднімає планку з вирізами, що блокують гачок зведення; жорстко з'єднані з затвором, і в спущеному, і в зведеному положенні. В переднє — бойове положення запобіжник перекладається вказівним пальцем. У деяких модифікаціях при необхідності блокування зведений гачок зведення затвора може бути заведений у додатковий поперечний паз на ствольній коробці. У такому положенні зведений затвор не може зірватися мимовільно навіть при падінні зброї або сильному ударі.

## ТТХ
Характеристики:
Довжина ствола, мм: 272 / 251
Патрон 7,62×25 мм ТТ
Калібр, мм: 7,62
Принципи роботи: вільний затвор
Скорострільність, 
пострілів/хв: 700 / 600
Початкова швидкість кулі, м/с: 500
Прицільна дальність, м: 200
Максимальна дальність, м: 1500
Вид живлення: коробчастий магазин на 35 патронів

## Порівняльні характеристики
- ППС-43 мав вищі показники, ніж ППШ-41, за технологічністю — виготовлення ППШ вимагало 13,5 кг металу і 7,3 людино-години, для ППС потрібно 6,2 кг металу і 2,7 людино-години.
- ППС-43 був майже вдвічі легший за ППШ, всього 3,6 кг з магазином і патронами. ППШ навіть без магазина важив більше, а з круглим магазином і патронами — приблизно 6 кг.
- Найлегший німецький пістолет-кулемет MP40 важив 4,7 кг (з магазином і патронами). Складаний приклад зменшував довжину зброї, що дуже важливо в багатьох родах військ — екіпажі бойових машин, артилеристи, десантники, розвідники. Для них дуже важлива низька скорострільність ППС, у розвідці на ворожій території або в тісному танку не будеш возити (або тягати на собі) ящики з патронами, які ППШ випльовував зі швидкістю… 1000 шт. в хвилину.
- Саме через низьку скорострільність на ППС не було перемикача режиму вогню «одинокий-автоматичний».
- При короткому натисканні на спусковий гачок відбувався одинокий постріл, при тривалому натисканні — черга.
- Патрони в ППС заклинювало набагато рідше, це забезпечувала більш прогресивна конструкція магазина і досилача набою з магазина в патронник.

## Цікавинки
- Захоплені як трофеї радянські ППС німці ніколи не переробляли під свій набій, як, наприклад, ППШ. А все тому, що, по-перше, патрон в ППС практично ніколи не перекошувало, на відміну від того ж ППШ, по-друге, трофейних боєприпасів радянського виробництва наприкінці війни у німців накопичилося достатньо і треба було їх якось використовувати.

- Але чому ж при такій кількості позитивних якостей ППШ не був знятий з виробництва і не замінений на ППС? Відповідь проста. Виробництво ППШ було вже налагоджене, а перелаштовувати виробництво у воєнний час ніхто не наважився. Тому ППС виробляли заводи з більш простим обладнанням і менш кваліфікованим персоналом, які не могли виробляти ППШ.

- До прориву блокади в січні 1944 р. було випущено 46572 штук пістолетів кулеметів Судаєва обох модифікацій. ППС-43 випускався з 1943 по 1945 р.

- Трофейні ППС під найменуванням Maschinenpistole 719(r) були поставлені на озброєння Вермахту, військ СС та інших воєнізованих формувань Третього Рейху та його союзників.

- У ППС було безліч клонів. В останні місяці війни, коли німецька промисловість відчувала величезний дефіцит металу і робочої сили, було налагоджено виробництво клону ППС під німецький патрон 9×19 мм під індексом МР-709.

- Фіни також переробили ППС під патрон 9 мм «Парабелум» і магазини від пістолета-кулемета «Суомі М 1931», змінивши лише калібр ствола і всього лише одну деталь — досилач (для використання круглих магазинів старої конструкції), і почали випуск цієї зброї у 1944 р. під назвою «9-мм пістолет-кулемет Суомі М 1944». У 1944 році на заводі Tikkakoski під позначенням М/44 був початий випуск 9-мм модифікації ППС-43 під патрон 9мм Парабелум, з магазинами від Suomi. Загалом було виготовлено близько 10000 екземплярів пістолетів-кулеметів m/44.

- У Польщі клони ППС випускалися під індексами WZ-43 (зі складаним прикладом) і WZ-43/52 (з дерев'яним прикладом).

## Оператори

### Повоєнні роки
- КНР,  Північна Корея — після війни велика кількість ППСів була передана дружнім арміям Китаю і Північної Кореї.

- СРСР — у СРСР ППС-43 був на озброєнні в десантних частинах до 1950 р., потім його змінив автомат Калашникова зі складаним прикладом.

- ФРН — у 1953 р. на озброєння жандармерії і прикордонників ФРН був прийнятий пістолет-кулемет DUX-53 — точна копія фінської «Суомі М 1944». У 1959 р. він був дещо модернізований і став називатися DUX-59, прослуживши до початку 70-х років 20-го століття.

- КНР — у Китаї клон ППС випускався під індексом «ПШ 43».

- Грузія — цей автомат випускався і в наш час (80-ті роки 20-го століття) — у Грузії на заводі в Зугдіді.
- Україна — на українських складах могли зберігатись до 25 тисяч ППС, але кількість збережених невідома. Його також видавали в 1990-х міліціонерам та охоронним структурам, але про бойове застосування невідомо[1]

## В культурі
ППС зустрічається у відеоіграх, присвячених Другій Світовій і В'єтнамській війнам (хоча й рідше, ніж ППШ-41):
- Call of Duty 2
- Hidden & Dangerous 2
- Red Orchestra: Ostfront 41-45
- Red Orchestra 2: Heroes of Stalingrad
- Vietcong (комп'ютерна гра)
- В тилу ворога 2: Лис пустелі
- Vietcong: Fist Alpha
- Операція Silent Storm
- Операція Silent Storm: Вартові
- Company of Heroes: Eastern Front
- Штрафбат
- В тилу ворога 2: Штурм
- Battalion 2
- IGI 2: Covert Strike